# Ardisia brunnescens
Ardisia brunnescens E.Walker – gatunek roślin z rodziny pierwiosnkowatych (Primulaceae). Występuje naturalnie w Chinach (w prowincjach Guangdong i Kuangsi) oraz północnym Wietnamie. 

## Morfologia
PokrójZimozielony krzew dorastający do 0,5–1 m wysokości.
LiścieBlaszka liściowa ma eliptyczny kształt. Mierzy 8–14 cm długości oraz 3,5–6 cm szerokości, jest całobrzega, ma klinową nasadę i spiczasty wierzchołek. Ogonek liściowy jest nagi i ma 6–10 mm długości.
KwiatyZebrane w wiechach wyrastających niemal na szczytach pędów. Mają działki kielicha o owalnym kształcie i dorastające do 1–2 mm długości. Płatki są owalne i mają różową barwę oraz 4 mm długości.
OwocPestkowce mierzące 6-7 mm średnicy, o kulistym kształcie.

## Biologia i ekologia
Rośnie w lasach i zaroślach. 